# Prinz-Chichibu-Rugbystadion
Das Prinz-Chichibu-Rugbystadion (jap. 秩父宮ラグビー場, Chichibu no miya ragubī-jō) ist ein Rugbystadion in Kita-Aoyama, Minato der japanischen Präfektur Tokio. Es bietet 25.000 Zuschauern Platz und war von 1995 bis 2001 und von 2012 bis 2015 Austragungsort der Japan Sevens, außerdem wird es für Spiele der Top League genutzt. Benannt ist es nach Generalmajor des Heeres Prinz Chichibu Yasuhito, in der Nachkriegszeit ein Förderer des Rugby. Der Eigentümer und Betreiber des Stadions ist das Japan Sport Council.

## Geschichte
Die Anlage wurde 1947 auf dem Gelände des 1945 bei einem Luftangriff abgebrannten Frauen-Gakushūin errichtet und im November 1947 als Rugbystadion Tokio (東京ラグビー場, Tōkyō ragubī-jō) eröffnet. 1953 erhielt es nach dem Tod Prinz Chichibus, damals Präsident des Japanischen Rugbyverbands, seinen heutigen Namen. Bei den Olympischen Sommerspielen 1964 wurde es für das Fußballturnier genutzt. Es wurde mehrfach umgebaut, zuletzt 2003. 2009 war es Austragungsort der neuen Rugby-Union-Juniorenweltmeisterschaft, die 2008 die alten U19- und U21-Turniere ersetzte.
Neben dem Kintetsu-Hanazono-Rugbystadion in der Präfektur Ōsaka gilt es als „Mekka“ des japanischen Rugby, zusammen werden sie im Ausspruch Nishi no Hanazono, Higashi no Chichibu-no-miya (西の花園・東の秩父宮, deutsch etwa „Im Westen das Hanazono, im Osten das Prinz-Chichibu[-Stadion]“) geehrt.
Das Japan Sport Council plant den Neubau des Prinz-Chichibu-Rugbystadions. Der Entwurf einer Gruppe unter Führung des Bauunternehmens Kajima Corporation für 8,1 Mrd. Yen (rund 59,5 Mio. Euro) wurde aus drei Vorschlägen im August 2022 ausgewählt. Es soll auf dem Grund des alten Stadions entstehen und soll mit 15.000 Plätzen für Rugby deutlich kleiner werden. Für andere Veranstaltungen soll es auf 20.000 Plätze erweiterbar sein. Das Japan Sport Council hofft auf einen Baubeginn im Jahr 2024. Die Fertigstellung ist für Ende 2027 geplant. Der Stadionneubau ist Teil einer umfangreichen Sanierung des Bezirks Meiji Jingu Gaien.